# فوئندخالن
فوئندخالن (به اسپانیایی: Fuendejalón) یک دهستان در اسپانیا است که در استان ساراگوسا واقع شده‌است. فوئندخالن ۷۵ کیلومتر مربع مساحت دارد.